# Joseph Ngalula
Pour les articles homonymes, voir Ngalula.
 (septembre 2021).
Joseph Ngalula Mpandajila est un homme politique de la république démocratique du Congo né le 12 décembre 1928.

## Biographie
Joseph Ngalula est né le 12 décembre 1928 à Lusambo au Congo belge dans une famille luba. Il a suivi six années d'enseignement primaire et cinq années de cours professionnels. Il parlait couramment l'anglais et le français. En juin 1960, Barthélemy Mukenge (en) est élu président de la province du Kasaï par l'assemblée provinciale. Insatisfaite des résultats, le 14 juin, l'opposition à l'assemblée a déclaré son propre gouvernement provincial sous Ngalula.
Le 16 juin 1960, Ngalula est nommé ministre des Affaires économiques du Kasaï par Mukenge sans consultation. Le 9 août, Albert Kalonji a déclaré que la région du sud-est de la province faisait sécession pour former l'État autonome du Sud-Kasaï et a nommé Ngalula son Premier ministre.
En juillet 1961, la relation entre les deux s'est détériorée et Ngalula a été contraint à l'exil . Puisqu'il était le principal responsable de l'organisation de l'État, l'administration du Sud Kasaï s'est effondrée après son départ. Il a établi par la suite son propre parti politique, l'Union démocratique, pour s'opposer aux Kalonjistes. En août 1961 il a été nommé Ministre d'Éducation sous le Premier Ministre Cyrille Adoula. Il a occupé le poste jusqu'en avril 1963.
Ngalula était l'un des députés qui ont signé une lettre ouverte au président zaïrois Mobutu Sese Seko en 1980. Plus tard, il a cofondé le parti d'opposition Union pour la démocratie et le progrès social (UDPS), avec Étienne Tshisekedi, Marcel Lihau et d'autres. En raison de son engagement dans l'opposition politique à Mobutu, il a été emprisonné, banni et gracié à plusieurs reprises.
Ngalula est élu au Sénat en 2007.